# Assam-Himalaya
Assam-Himalaya ist eine traditionelle Bezeichnung für einen Teil des Himalaya zwischen der östlichen Grenze von Bhutan im Westen bis zum Tsangpo-Fluss, dem Oberlauf des Brahmaputra, im Osten. Der Fluss grenzt den Assam-Himalaya vom östlich davon gelegenen Gebirgszug des Kangri Garpo ab.
Der höchste Berg dieses Gebirges ist der Namjagbarwa mit einer Höhe von 7782 m. Der 7294 m Gyala Peri befindet sich nördlich des Namjagbarwa jenseits des Yarlung Tsangpo. Weitere hohe Berge im Assam-Himalaya sind der Kangto (7090 m), der Nyegi Kangsang (7047 m), der Takpa Shiri (6655 m) und der Gorichen (6488 m).
Das Gebiet des Assam-Himalaya ist kaum erforscht und bisher von wenigen Ausländern betreten worden.
Der Name „Assam-Himalaya“ ist irreführend, da einige Teile des Gebirges im Südosten von Tibet liegen und andere an den indischen Staat Arunachal Pradesh reichen. Assam ist der Name des indischen Staates, der an Arunachal Pradesh im Süden grenzt.
Das Gebiet des Assam-Himalaya ist ein Teil eines stark zerklüfteten niedrigen Gebirges, auf dem durch sein feuchtes Monsunklima ein tropisch-immergrüner Regen- und Nebelwald gewachsen ist. Im äußersten Westen geht diese Vegetation zurück und es finden sich die wenig bewaldeten Landschaftsformen Tibets wieder. Von Tibets Hauptstadt Lhasa aus wurden Gebiete von Arunachal Pradesh bis zum Ende der 1940er-Jahre verwaltet.
China erkennt offiziell den indischen Rechtsanspruch auf Arunachal Pradesh nicht an, es gibt jedoch eine definierte Linie zwischen Indien und China, die McMahon-Linie, die beide Seiten akzeptieren und die die Situation dieses Gebietes stabilisiert.